# Tom Pappas
Tom Pappas (Azalea, 6 de setembro de 1976) é um atleta norte-americano, campeão mundial do decatlo.
Conquistou a medalha de ouro no Campeonato Mundial de Atletismo de 2003 em Paris. Tetracampeão norte-americano, participou de três Jogos Olímpicos sem obter sucesso, em dois deles abandonado a prova por contusão.  Também foi campeão mundial do heptatlo masculino, disputado apenas em pista coberta, no Campeonato Mundial de Atletismo em Pista Coberta de 2003, disputado em Birmingham, Inglaterra.